# Juan Carlos Barcala
Juan Carlos Barcala Sanromán (Cádiz, Andalucía, España, 25 de enero de 1984) es un voleibolista español que milita en el Club Voleibol Teruel.

## Inicio
Comenzó a jugar a voleibol a los 12 años en el patio del colegio Las Esclavas de Cádiz, se inscribe al poco tiempo en el Club Voleibol Amigos Cádiz del que marcha en el año 2000 a la Concentración Permanente. Dos años más tarde firma contrato con el Club Voleibol Almería con el que conseguiría dos ligas y dos supercopas de manera consecutiva. Sin embargo, al estar durante estas dos temporadas relegado en el banquillo, ficha por el Vecindario donde estaría tres temporadas. En 2007, ficha por el Club Voleibol Pórtol con quien obtiene un nuevo título de la Superliga y la Supercopa A la temporada siguiente vuelve al Almería con el que consigue ser MVP de la Copa del Rey, para ir a la siguiente a la Serie A2 en las filas del Pallavolo Padova donde firmaría una gran primera temporada. Sin embargo, una lesión en el hombre le lastró en su segunda temporada en Italia obligándole a volver en enero a España donde ficha por el Vecindario. En 2011 ficha por el Lennik de la liga Belga con el que alcanza el subcampeonato de la Copa y en la temporada siguiente ficha por el Club Voleibol Teruel con el que consigue ser MVP de la Copa del Rey y de la fase regular de la Superliga en su primera temporada.